# Leintz-Gatzaga
Leintz-Gatzaga – gmina w Hiszpanii, w prowincji Guipúzcoa, w Kraju Basków, o powierzchni 14,72 km². W 2011 roku gmina liczyła 256 mieszkańców.